# Rómulo Barcos
Rómulo Barcos Cun (San Antonio, El Oro, 25 de octubre de 1964-Guayaquil, 13 de noviembre de 2023) fue un periodista deportivo y presentador de noticias deportivas ecuatoriano. Laboró en varios medios de comunicación del país como Ecuavisa y RTS. Su último lugar de trabajo fue La Radio Redonda, donde laboraba desde inicios de 2017 hasta su fallecimiento.

## Biografía
Barcos nació en la parroquia San Antonio, provincia de El Oro, el 25 de octubre de 1964. Se graduó de licenciado en Comunicación Social en la Universidad de Guayaquil. Fue uno de los referentes de esta profesión. Cubrió varios mundiales de fútbol, incluyendo el último, la Copa del Mundo de Catar 2022.

## Incursión en el periodismo
Incursionó en el periodismo, apenas terminó su carrera universitaria, donde fue presentador y participó en varios programas deportivos; uno de ellos fue Código fútbol. También trabajó en otros medios (RTS, Cabledeportes, Canela TV, Radio Fútbol AM) y en todos dejó su huella, debido a su brillante profesionalismo, donde hizo muchos amigos y se ganó el respeto de sus colegas en el periodismo.
Además, fue director de deportes en el diario PP El Verdadero y de Barcos Productora y, por sus comentarios frontales, se ganó el respeto de muchos medios de comunicación por el que fue un periodista sin reservas.

## Vida personal
Barcos era divorciado, estuvo casado con Jéssica Betancourt (1998-2011). Tuvo un único hijo, Bruno Barcos Betancourt, de 10 años de edad, falleció el 21 de noviembre de 2010, durante un asalto perpetrado por delincuentes a una lavadora de carros, ubicada en las calles 22 y Capitán Nájera (Guayaquil). El delincuente habría exigido las pertenencias al padre; pero el propietario del local se enfrenta a tiros con el malhechor, causando un cruce de balas e hiriendo al menor a la altura del corazón y pulmones. Por el hecho, el asesino del menor recibió una sentencia de veinticinco años de prisión. Tras este lamentable suceso, el periodista nunca se pudo recuperar emocionalmente por la pérdida de su hijo.

## Fallecimiento
Según las fuentes cercanas al periodista, este se encontraba en medio de una fuerte depresión, al cumplirse este 21 de noviembre trece años del asesinato de su hijo. En el reporte oficial, consta que falleció el 13 de noviembre de 2023, en su casa en Guayaquil, producto de un infarto fulminante. 
Tras conocerse la noticia, muchos periodistas deportivos, medios de comunicación, exdeportistas, entidades deportivas como la FEF y clubes deportivos mostraron su pesar por su fallecimiento.